# Incendio della fabbrica Triangle

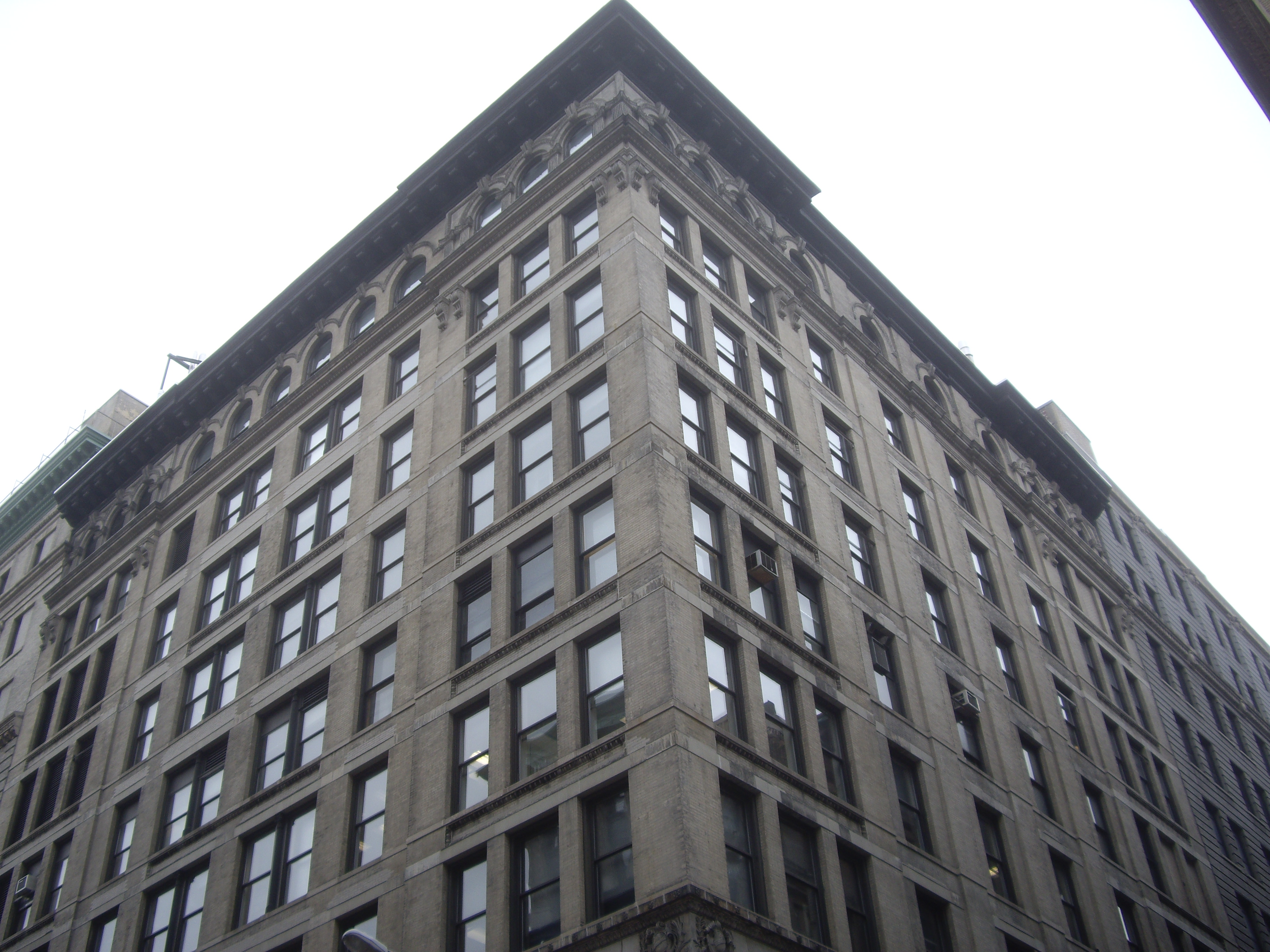
La fabbrica Triangle come appariva nel 2007

L'incendio della fabbrica Triangle avvenuto il 25 marzo 1911 causò la morte di 146 persone (123 donne e 23 uomini), per la maggior parte giovani immigrate italiane ed ebree. L'evento ebbe una forte eco sociale e politica, a seguito della quale vennero varate nuove leggi sulla sicurezza sul lavoro e crebbero notevolmente le adesioni alla International Ladies' Garment Workers' Union, oggi uno dei più importanti sindacati degli Stati Uniti.
L'incendio di New York è uno degli eventi ricordati durante la Giornata internazionale della donna. A questo evento è probabilmente ispirata la falsa storia, diffusasi nel secondo dopoguerra, dell'incendio avvenuto in una fabbrica di camicie che sarebbe avvenuto l'8 marzo 1908.

## La compagnia
La Triangle Shirtwaist Company produceva le camicette alla moda di quel tempo, le cosiddette shirtwaist.
Di proprietà di Max Blanck e Isaac Harris, occupava i 3 piani più alti del palazzo a 10 piani Asch building a New York City, nell'intersezione di Greene Street e Washington Place, poco ad est di Washington Square Park.
La compagnia occupava circa 500 lavoratori, la maggior parte giovani donne immigrate dalla Germania, dall'Italia e dall'Europa dell'est. Alcune donne avevano 12 o 13 anni e facevano turni di 14 ore per una settimana lavorativa che andava dalle 60 ore alle 72 ore. Pauline Newman, una lavoratrice della fabbrica, dichiara che il salario medio per le lavoratrici andava dai 6 ai 7 dollari la settimana
La Triangle Shirtwaist Company era diventata già famosa fuori dall'industria tessile prima del 1911: il massiccio sciopero delle operaie tessili iniziato il 22 novembre 1908, conosciuto come "protesta delle 20 000", iniziò come una protesta spontanea alla Triangle Company.
La International Ladies' Garment Workers' Union negoziò un contratto collettivo di lavoro che copriva quasi tutti i lavoratori dopo uno sciopero di 4 mesi, ma la Triangle Shirtwaist rifiutò di firmare l'accordo.
Le condizioni della fabbrica erano quelle tipiche del tempo. Tessuti infiammabili erano immagazzinati per tutta la fabbrica, scarti di tessuto sparsi per il pavimento, gli uomini che lavoravano come tagliatori a volte fumavano, l'illuminazione era fornita da luci a gas aperte e c'erano pochi secchi d'acqua per spegnere gli incendi.

## L'incendio
Il pomeriggio del 25 marzo 1911, un incendio che iniziò all'ottavo piano della Shirtwaist Company uccise 146 persone. La maggioranza erano giovani donne italiane e ebree dell'Europa orientale. Poiché la fabbrica occupava gli ultimi tre piani di un palazzo di dieci piani, 62 delle vittime morirono nel tentativo disperato di salvarsi lanciandosi dalle finestre dello stabile non essendoci altra via d'uscita.
I proprietari della fabbrica, Max Blanck e Isaac Harris, che al momento dell'incendio si trovavano al decimo piano e che tenevano chiusi a chiave gli operai per paura che rubassero o facessero troppe pause, si misero in salvo e lasciarono morire le donne e gli uomini rimasti intrappolati. Il processo che seguì li assolse e l'assicurazione pagò loro 60000 $ per i danni subiti (corrispondenti a circa 400 dollari per ogni morto), il risarcimento alle famiglie fu di 75 dollari.
Migliaia di persone presero parte ai funerali delle vittime.